# Stephen Lynch (politiker)
Stephen F. Lynch, född 31 mars 1955 i Boston, Massachusetts, är en amerikansk demokratisk politiker. Han representerar delstaten Massachusetts nionde distrikt i USA:s representanthus sedan 2001. Han är katolik av irländsk härkomst.
Lynch gick i skola i South Boston High School. Han utexaminerades 1988 från Wentworth Institute och avlade sedan 1991 juristexamen vid Boston College School of Law samt 1998 en master vid Harvard University.
Kongressledamoten Joe Moakley avled 2001 i ämbetet. Lynch vann fyllnadsvalet för att efterträda Moakley i representanthuset. Han har omvalts fyra gånger.